# Старый Аул
Старый Аул — поселок в Нурлатском районе Татарстана. Входит в состав Гайтанкинского сельского поселения.

## География
Находится в южной части Татарстана на расстоянии приблизительно 19 км на северо-запад по прямой от районного центра города Нурлат недалеко от реки Большой Черемшан.

## История
Основан в 1920-х годах.

## Население
Постоянных жителей было в 1926—126, в 1938—137, в 1949—147, в 1958—139, в 1970—171, в 1979—120, в 1989 — 63, в 2002 году 32 (татары 100 %), в 2010 году 18.